# Katholicisme

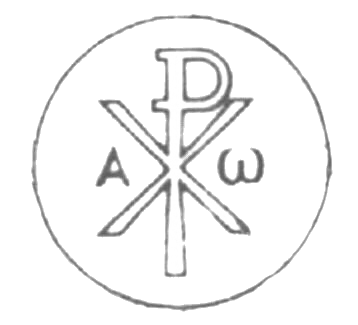
Een universeel christelijk symbool. De Χ (chi) en de ρ (rho) zijn de twee eerste letters van Christus in het Grieks (Χριστός), aangevuld met de Α (alfa) en de Ω (omega), zie ook Alfa en Omega.

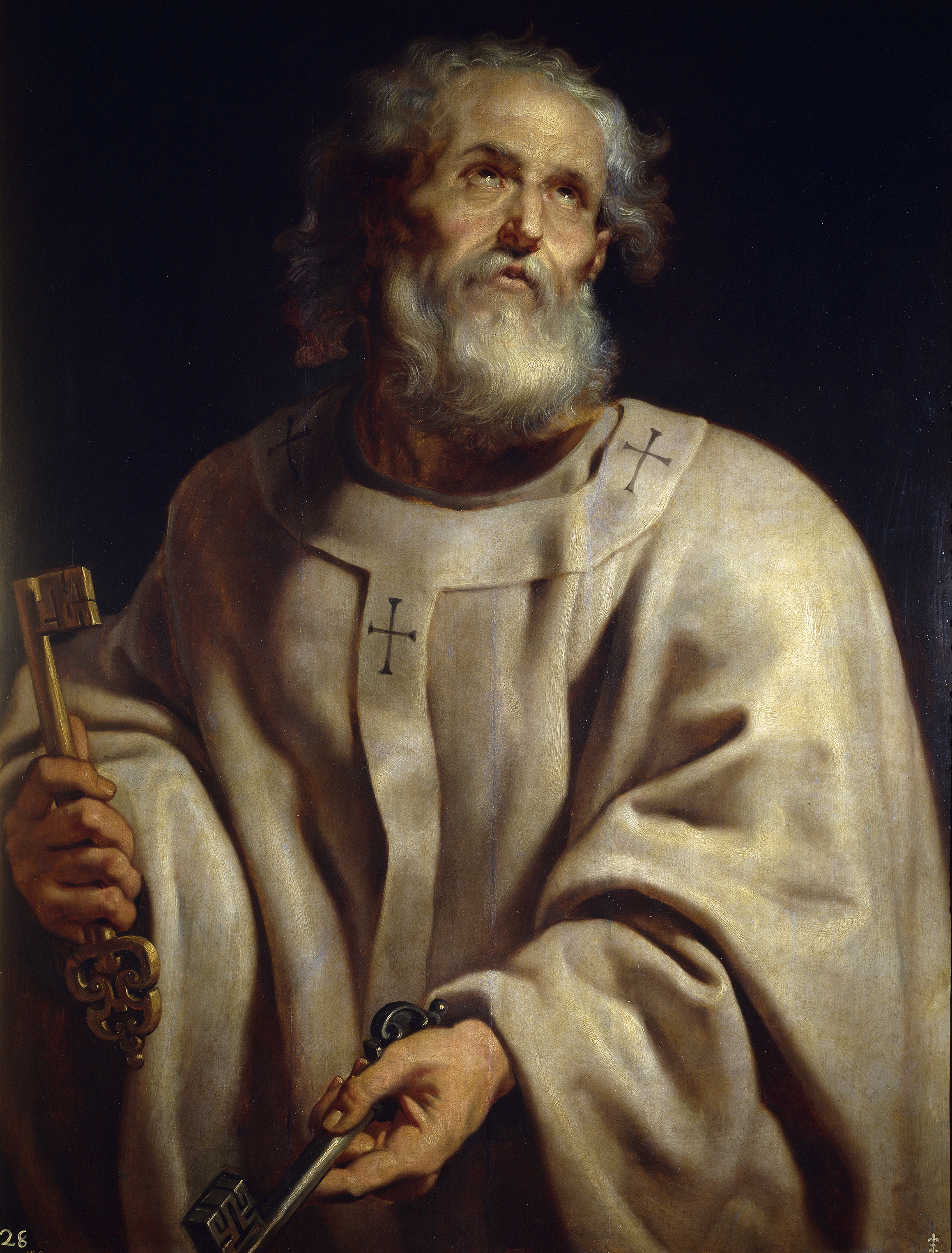
De apostel Petrus door Rubens als (eerste) paus geschilderd.

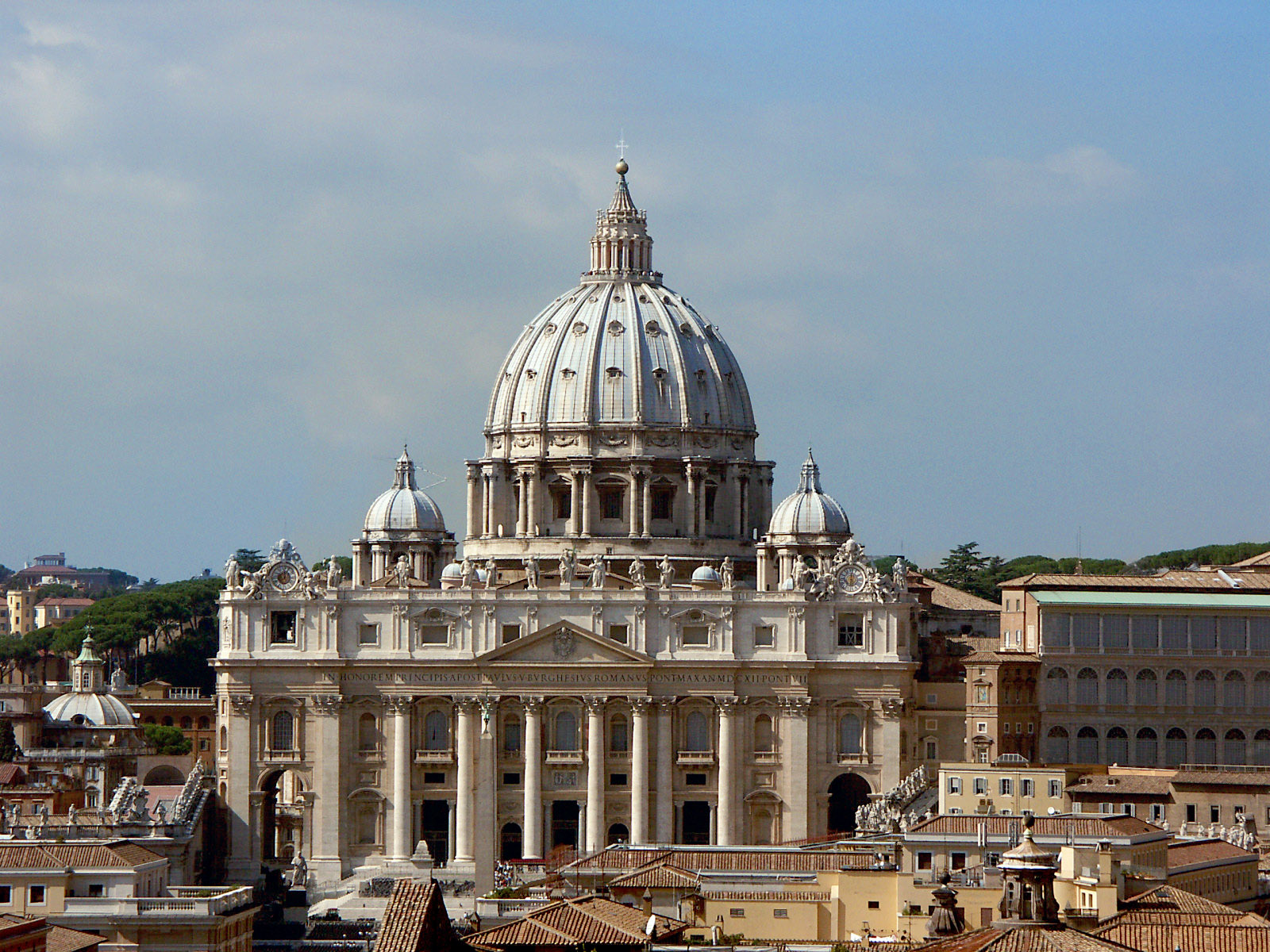
De Sint-Pietersbasiliek in Vaticaanstad, een van de belangrijkste kerken van de rooms-katholieken.

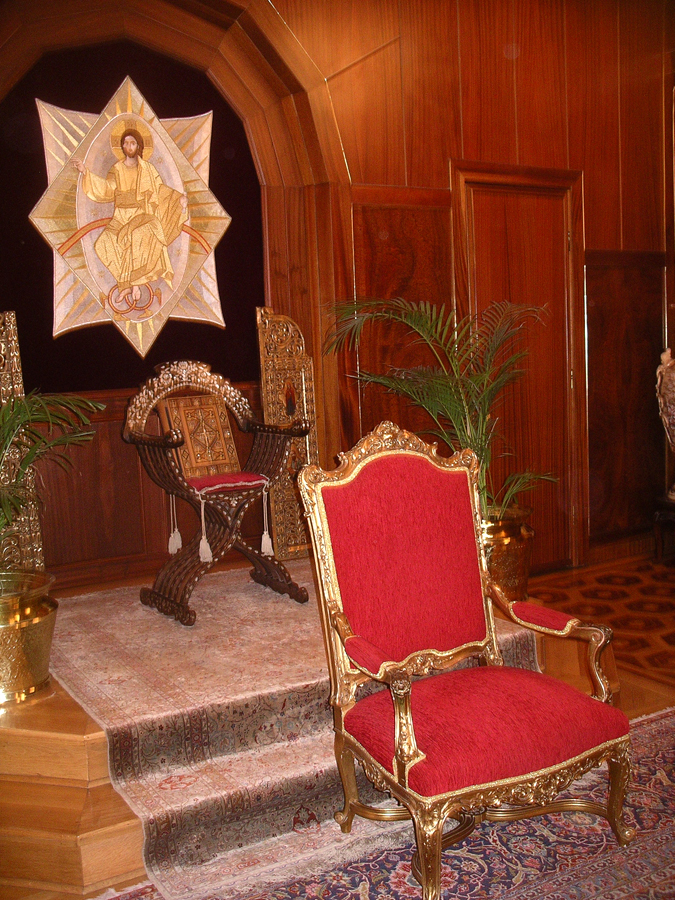
Troon van de patriarch van Constantinopel.

Het katholicisme geldt als de grootste stroming binnen het christendom. De term is een afleiding van het woord katholiek en komt uit het Grieks (καθολικός - katholikos), wat algemeen of universeel betekent. De term "katholiek" werd in het kader van de kerk voor het eerst gebruikt door Ignatius van Antiochië. In een brief aan de christenen van Smyrna uit 107 schreef hij: "Waar Christus is, daar is de katholieke kerk."
Het katholicisme is verenigd door twee belijdenissen, de apostolische geloofsbelijdenis en de geloofsbelijdenis van Nicea-Constantinopel, en kan worden onderscheiden in:
- christenen die zich verenigen onder de bisschop van Rome (de paus): de rooms-katholieken
- overige christenen die zich katholiek noemen

## Rooms-katholieken
De rooms-katholieken aanvaarden de paus, de bisschop van Rome, als plaatsbekleder van Jezus-Christus op aarde en één en dezelfde katholieke leer die in de loop der eeuwen in dogmaverklaringen en decreten van concilies is vastgelegd.
De Rooms-Katholieke Kerk noemt zichzelf Katholieke Kerk en is te verdelen in twee tradities:
- de Latijnse Kerk, de grootste wereldwijde kerk met de Latijnse liturgie (Latijnse ritus)
- de met de Latijnse Kerk geünieerde oosters-katholieke kerken die andere liturgieën gebruiken, de oosterse liturgieën. Voorbeelden zijn de Grieks-Katholieke Kerk, de Koptisch-Katholieke Kerk en de Maronitische Kerk.

## Overige katholieken
Tot het katholicisme kan een veelheid van kerken worden gerekend die niet in communio met de bisschop van Rome verkeren.

### In het Westen
In de leer wijken deze katholieken sterk van de rooms-katholieke leer af. Deze kerken hanteren een liturgie die in oorsprong gebaseerd is op de Kerk van Rome, maar ondertussen een eigen evolutie heeft ondergaan.
In de Unie van Utrecht (1889):
- Oud-Katholieke Kerk van Nederland
- Oud-Katholieke Kerk van Duitsland [de; en]
- Christelijk Katholieke Kerk van Zwitserland [de; en]
- Oud-Katholieke Kerk van Oostenrijk [de; en]
- Oud-Katholiek Kerk van Tsjechië [cz; en]
- Pools-katholieke kerk in de Republiek Polen [pl; en]

Andere kerken:
- Poolse Oudkatholieke Kerk
- Kerk der Mariavieten
- Nationale Poolse Katholieke Kerk der Verenigde Staten en Canada
- Oud-rooms-katholieke kerk (1910)
- Nationale Tsjechische Kerk
- Old Catholic Orthodox Church
- Iglesia Filipina Independiente (1902)
- Oudkatholieke Kerk van Amerika
- Mexicaans-Katholieke Kerk
- Vrij-Katholieke Kerk (1916)
- Oecumenisch Katholieke Communie

### In het Oosten
In de vijfde eeuw zijn na een aantal kleinere schisma's de nestoriaanse kerken en de oriëntaals-orthodoxe kerken ontstaan.
In 1054 vond het Grote Schisma plaats. De Rooms-Katholieke Kerk onder leiding van de paus en de verschillende oosters-orthodoxe kerken onder leiding van de patriarch van Constantinopel gingen uit elkaar.
De oosterse christenen die de aanspraken van de paus op het primaat van jurisdictie over de gehele wereldkerk niet aanvaarden, noemt men tezamen de (Oosterse) Orthodoxie. Zij noemen zichzelf de 'orthodoxen' of de rechtzinnigen. Zij zijn onderling sterk verdeeld. In bepaalde essentiële geloofspunten komt hun leer overeen met de rooms-katholieke leer. Hun liturgie komt overeen met de oosters-katholieke kerken die wel in eenheid met de paus van Rome verkeren.
De meeste oosterse christenen noemen zich naast orthodox ook katolikos of katholiek, om aan te geven, dat men volgens eigen opvatting staat in de traditie van de éne kerk van Christus, die katholiek (dus algemeen of universeel geldig) is. Hiermee wordt echter niet de eenheid en verbondenheid met de Heilige Stoel van Petrus in Rome bedoeld.

## Protestantse duiding
Protestantse kerken maken volgens sommige van hen ook deel uit van het katholicisme, omdat ze de apostolische geloofsbelijdenis en de geloofsbelijdenis van Nicea belijden. De meeste protestantse kerken begrijpen onder de katholieke (algemene) christelijke kerk zowel henzelf als de kerken die hierboven rooms-katholiek of orthodox genoemd worden. Meestal wordt echter het woord katholiek hier niet voor gebruikt, maar gebruikt men om verwarring met bovenstaande betekenissen te voorkomen de gelijkwaardige term "algemeen christelijke kerk", of "de kerk van alle plaatsen en alle tijden". In het dagelijkse taalgebruik heeft het woord katholiek dan ook de gebruikelijke betekenis van rooms-katholiek.